# 恩情区域
恩情區域（朝鲜语：／ Ŭnjŏng guyŏk */?）是朝鮮民主主義人民共和國首都平壤市的一個區域，位於直轄市北部。北界平安南道。
2008年人口47,569人。下分4洞。1995年自平安南道平城市劃入平壤。